# Papuagrion reductum
Papuagrion reductum – gatunek ważki z rodziny łątkowatych (Coenagrionidae).